# 1000 millones
1000 millones é uma telenovela argentina produzida pela empresa Pol-ka Producciones e exibida pelo El Trece entre 18 de junho de 2002 e 29 de novembro de 2002.

## Elenco
- Gustavo Bermúdez - Julián Vargas[2]
- Araceli González - Carolina Marín
- Romina Gaetani - Pilar Arias
- Gloria Carrá - Gladys
- Villanueva Cosse - Ignacio Prado Calets
- Claudio Gallardou - Pedro Bermejo
- Agustina Cherri - Gisela Vargas
- Norberto Díaz - Marcos Lanari
- Fabián Mazzei - Diego Vargas
- Diego Olivera - Luis Mujica